# Aeropuerto de Chos Malal
El Aeropuerto de Chos Malal (IATA: HOS - OACI: SAHC) es un aeropuerto argentino que da servicio a la ciudad de Chos Malal, Neuquén, Argentina.
Es el más importante del norte de la provincia. Recibe vuelos de la aerolínea American Jet provenientes del Aeropuerto Internacional Presidente Perón de la ciudad de Neuquén. También recibe vuelos privados, oficiales y sanitarios y aquí funciona una escuela para la formación de futuros pilotos.
El 14 de septiembre de 2014, una avioneta que llevaba cuatro personas hacia Neuquén cayó a tierra en cercanías del aeropuerto. Los cuatro ocupantes terminaron con heridas leves.